# Финес и Ферб (сезон 3)
Третий сезон мультсериала «Финес и Ферб» начался 4 марта 2011 года на канале Disney Channel и был закончен 30 ноября 2012. На российском канале Disney официально начался 29 сентября 2012 года, а закончился 17 мая 2013.

## Эпизоды
| № общий | № в сезоне | Название                                                                         | Режиссёр                             | Автор сценария | Премьера                                     | Премьера                                       | Премьера | Код     |
| № общий | № в сезоне | Название                                                                         | Режиссёр                             | Автор сценария | США                                          | США + Европа — Disney XD                       | Россия (Канал Disney)                                                                                                  | Код     |
| --- | ---------- | -------------------------------------------------------------------------------- | ------------------------------------ | --- | -------------------------------------------- | ---------------------------------------------- | --- | ------- |
| 113 | 1          | «Беги, Кендэс, Беги» «Run, Candace, Run»                                         | Джей Лендер                          | Сюжет: Серджио Армендариз, Джон Колтон Бэрри, Дженнифер Кин и Мартин Олсон Сценарий: Майкл Дидерих, Антуан Гильбо, Кайл Менке и Перри Зомболас                                                                         | 11 марта 2011                                | 7 мая 2011                                     | 29 сентября 2012 | 301a    |
| Кендэс забывает, что назначила разные дела сразу в три места (если считать Стейси). Казалось бы, выхода нет, но Финес и Ферб изобретают ботинки, позволяющие бегать так быстро, что можно быть практически в двух местах одновременно! Кендэс находит и надевает их нестабильные прототипы. Тем временем Фуфелшмертц пропускает ипотечный платеж за дом и его собираются продавать, а Перри уговаривает его взять денег у Шарлин. Кендэс, бегая от пикника Джонсонов в библиотеку, случайно приводит с собой Анабель Джонсон, которая давно потеряла связь с семьей, и тем завоевывает любовь бабушки Джереми, Хильдегарды Джонсон. |            |                                                                                  |                                      | |                                              |                                                | |         |
| 114 | 2          | «Последний поезд в Прижучвилль» «Last Train to Bustville»                        | Роберт Ф. Хьюз                       | Сюжет: Мартин Олсон Сценарий: Антуан Гильбо, Джефф Майерс и Майк Рот | 11 марта 2011                                | 7 мая 2011                                     | 29 сентября 2012 | 301b    |
| Семья Флинн-Флетчеров с друзьями Финеса и Ферба приезжают в гости к дедушке Клайду и бабушке Бетти Джо. На тот же момент приходится визит Гленды, подруги Бетти Джо. Гленда — машинист старого поезда, который сегодня отправляется в последний рейс. Гленда никогда в жизни не сдавалась, и провозгласила речь по этому поводу. Но в речи так часто встречалось слово «сдаться», что мозг Кендэс вывернул смысл речи наизнанку, и Кендэс решила смириться — ей никогда не прижучить Финеса и Ферба! Тем временем они делают несколько воздушных шаров и устраивают гонку на гору, а Фуфелшмертц создаёт «инатор», способный превратить любое яйцо в яйцо птицы додо, с помощью которой он намеревался захватить мир. |            |                                                                                  |                                      | |                                              |                                                | |         |
| 115 | 3          | «Не выходя из дома» «The Great Indoors»                                          | Джей Лендер                          | Сюжет: Джим Бёрнштейн Сценарий: Чог Сук Ли, Берни Петерсон | 4 марта 2011                                 | 5 марта 2011                                   | 13 октября 2012 | 302a    |
| На улице который день идёт дождь, и Финес с Фербом не могут развлекаться на заднем дворе. Но Изабелла подкинула им идею — создать биосферу, способную сымитировать любой климат на планете. Готовая биосфера начинает имитировать разные климатические зоны, и гёрлскауты получают за них соответствующие значки. Тем временем Кендэс пытается выяснить, почему Джереми её любит, и они идут на пикник в биосферу, а Перри выясняет, что непрерывный дождь устроил Фуфелшмертц, чтобы его любимый испанский сериал о любви не прерывался футболом. |            |                                                                                  |                                      | |                                              |                                                | |         |
| 116 | 4          | «Кендэрмия» «Canderemy»                                                          | Джей Лендер                          | Сюжет: Скотт Петерсон Идея: Джо Оррантия и Кии Роберсон | 4 марта 2011                                 | 5 марта 2011                                   | 13 октября 2012 | 302b    |
| Стейси надоедает, что Кендэс постоянно болтает с ней только о Джереми, и Кендэс обещает не говорить о нём целый день и пойти со Стейси развлекаться. Фуфелшмертц создает «Вместеинатор», соединяющий несколько предметов в один целый, который он создал, чтобы объединить свой собственный остров с мэрией Триштатья, тем самым сделав себя его правителем. «Вместеинатор» случайно превращает Кендэс и Джереми в «сиамских близнецов». Переутомившийся на работе Джереми спит, и Кендэс должна скрывать его присутствие во время общения с Стейси, пока Финес и Ферб их не разделят, но у тех возникли проблемы с их гигантским железным щенком. Когда все кончилось, Изабелла отваживается пригласить Финеса куда-нибудь без Ферба, и тот согласился, но тут опять вмешался «вместеинатор». |            |                                                                                  |                                      | |                                              |                                                | |         |
| 117 | 5          | «В животе у акулы» «The Belly of the Beast»                                      | Джей Лэндер                          | Сюжет: Джим Бёрнштейн Сценарий: Митчел Дайдерих и Кайл Менке | 29 апреля 2011                               | 14 мая 2011                                    | 21 октября 2012 | 303a    |
| В Триштатье День Залива! Много лет назад отважный дэнвилльский капитан Кит отважился пойти против акулы-монстра гигантских размеров, и в бою потерял ногу. Каждый год с тех пор в Триштатье празднуется День Залива, и каждый раз проходит кукольный спектакль о капитане Ките и акуле. Финес и Ферб решают приукрасить представление и делают робота — копию акулы в натуральный размер. Кендэс уговаривает Кита отправиться вместе с ней и Стейси поймать акулу-робота, но экспедиция проваливается и акула съедает Кита. Роль капитана на себя берёт Кендэс. В это время Фуфелшмертц под водой делает солоноводную тягучку, которая считается самым большим источником кариеса. |            |                                                                                  |                                      | |                                              |                                                | |         |
| 118 | 6          | «Лунная ферма» «Moon Farm»                                                       | Роберт Ф. Хьюз                       | Сюжет: Джим Бёрнштейн Сценарий: Энтони Галбарт и Каз | 29 апреля 2011                               | 14 мая 2011                                    | 21 октября 2012 | 303b    |
| Финес и Ферб находят в Мёртвом море давным-давно потерянное последнее четверостишье детского стишка «Кот и скрипка». В нём говорится, что молоко коровы, перепрыгнувшей Луну, стало самым вкусным мороженым на Земле. Чтобы это проверить, братья отправляются на Луну с кучей коров и стройматериалами для фермы. Поэт оказался прав. В это время Кендэс и Стейси готовят романтический ужин для Джереми, следуя указаниям Финеса и Ферба с Луны, но из-за помех они получали их с ошибками, и лунное мороженое оказалось весьма кстати. Фуфелшмертц делает «влаговпитывателеинатор», чтобы впитать влагу из растений соседа и сделать свой цветок навечно не требующим полива, но оказалось, что цветы соседа пластмассовые. |            |                                                                                  |                                      | |                                              |                                                | |         |
| 119 | 7          | «Клип-о-рама в день рождения Финеса» «Phineas' Birthday Clip-O-Rama!»            | Джей Лэндер                          | Сюжет: Скотт Петерсон Сценарий: Чонг Сук Ли и Бёрни Петтерсон | 1 апреля 2011                                | 30 апреля 2011                                 | 17 ноября 2012 24 октября 2012 (Интернет)                                                                              | 304     |
| Сегодня день рождения Финеса. Пока он разгадывает загадки, устроенные ему Фербом, его друзья пытаются организовать супер-вечеринку и собирают записанные на камеру Игрвингом моменты из жизни Финеса в один фильм. Между тем, Кендэс, вместо того, чтобы искать подарок брату, узнаёт о фильме и пытается тем самым прижучить его. Тем временем доктор Фуфелшмертц хочет вмешаться в телепередачи Триштатья с помощью своего «Видеолуч-похититель-не-инатора», решив, что неудачи преследуют его творения из-за окончания «инатор». |            |                                                                                  |                                      | |                                              |                                                | |         |
| 120 | 8          | «Задавай глупые вопросы» «Ask a Foolish Question»                                | Джей Лендер                          | Сюжет: Мартин Олсон Сценарий: Чонг Сук Ли и Бёрни Петтерсон | 13 мая 2011                                  | 6 июня 2011                                    | 28 октября 2012 12 октября 2012 (Disney Channel Scandinavia)                                                           | 305a    |
| Финес и Ферб создают супер-компьютер, который знает всё в Триштатье, чтобы узнать, как порадовать маму. И хотя ответ казался довольно бессмысленным (в определённое время отпустить в воздух с холма листодув и канистру с краской на шариках) — они его послушались. Кендэс в их отсутствие узнаёт у компьютера, как ей показать маме, что сделали братья. В это время Фуфелшмертц делает Всёцель-инатор, делающий всё что угодно, но ключи от него попадают к суслику. Чтобы найти ключа, Хайнц делает Металлокопатель-инатор, тот уволакивает суперкомпьютер, в то время как листодув и краска Финеса и Ферба исправляют причёску маме, а приспособление Кендэс показывает маме, что они сделали. |            |                                                                                  |                                      | |                                              |                                                | |         |
| 121 | 9          | «Не тот утконос» «Misperceived Monotreme»                                        | Джей Лендер                          | Сюжет: Мартин Олсон Сценарий: Каз и Том Минтон | 13 мая 2011                                  | 6 июня 2011                                    | 3 ноября 2012 12 октября 2012 (Disney Channel Scandinavia)                                                             | 305b    |
| В зоопарк Дэнвилля привезли нового утконоса, но, пока никто не видел, он, учуяв запах сандвича, убежал. Между тем Кендэс, чтобы замаскировать свидание с Джереми, уносит Перри на мойку животных в парк, и Перри не может явиться для получения задания. Вместо него приходит сбежавший утконос, и Монограмм, принимая его за настоящего агента Пи, отправляет его на юбилейную, сотую битву к доктору Фуфелшмертцу. Тем временем Фуфелшмертц строит «неестественноинатор», который поражает сначала Ирвинга, а потом и Кендэс. |            |                                                                                  |                                      | |                                              |                                                | |         |
| 122 | 10         | «Кендэс вне зоны доступа» «Candace Disconnected»                                 | Роберт Ф. Хьюз                       | Сюжет: Мартин Олсон Сценарий: Алики Теофилопулос-Граффт и Энтони Гьюлбод | 18 июня 2011                                 | 9 июля 2011                                    | 10 ноября 2012 29 сентября 2012 (Disney Channel Scandinavia)                                                           | 306a    |
| Кендэс теряет пятый телефон за месяц, и Линда покупает ей дешёвый телефон, умеющий только звонить, предупредив, что это последний. Однако, благодаря Финесу и Фербу, и этому телефону приходит конец. Финес и Ферб делают Кендэс новый телефон, но ей надо срочно звонить и некогда слушать о новых его функциях, в результате она задействует встроенный телепортатор и оказывается на острове Пасхи, где снова теряет телефон. Между тем Фуфелшмертцу необходимо забрать Ванессу из школы и доставить её к своей бывшей жене куда-то в горы. Чтобы не опоздать, Хайнц делает «Забериих-инатор», отправивший Ванессу к Шарлин, после чего Хайнц начинает придумывать, как бы использовать его для зла, но Перри успевает задействовать его для спасения Кендэс. |            |                                                                                  |                                      | |                                              |                                                | |         |
| 123 | 11         | «Поездка на ковре-самолёте» «Magic Carpet Ride»                                  | Джей Лендер                          | Сюжет: Джениффер Кин Сценарий: Майкл Дайдерих и Том Хинтон | 18 июня 2011                                 | 9 июля 2011                                    | 10 ноября 2012 29 сентября 2012 (Disney Channel Scandinavia)                                                           | 306b    |
| Лоренс пересмотривает любимое шоу своего детства, «Малоголовый Пьер», но оно уже не кажется таким красочным и ярким, как в детстве. Чтобы подбодрить отца, Финес и Ферб делают ковёр-самолёт. Сидя в кафе со Стейси, Кендэс вдруг замечает, что все предсказания из печенья сбываются. Девушке приходит в голову мысль с помощью печенья прижучить братьев. Доктор Фуфелшмертц решает использовать Пятна-инатор, чтобы отомстить брату Роджеру, на этот раз за то, что в молодости испортил его гениальную картину. Однако, Роджер тоже считал её гениальной и как раз в тот момент представлял её публике после реставрации. |            |                                                                                  |                                      | |                                              |                                                | |         |
| 124 | 12         | «День плохой причёски» «Bad Hair Day»                                            | Роберт Ф. Хьюз                       | Сюжет: Джим Бёртнштейн и Ланц ЛеКомт Сценарий: Ким Роберсон и Каз | 24 июня 2011                                 | 16 июля 2011                                   | 24 ноября 2012 20 октября 2012 (Disney Channel Scandinavia)                                                            | 307a    |
| Кендэс, пытаясь сделать красивую причёску по инструкции в интернете, портит волосы. Финес и Ферб создают для неё устройство, восстанавливающее их. Однако, в погоне за временем, Кендэс меняет настройки и целиком порастает шерстью, причём в самый неподходящий момент — на благотворительном сборе для спасения вымирающего мандаринового орангутанга. Кендэс стала теперь на него похожа, и у неё начинаются проблемы. Тем временем, доктор Фуфелшмертц создаёт из своих предыдущих -инаторов «Мега-мегазлой-инатор», надеясь, что их злобность суммируется. |            |                                                                                  |                                      | |                                              |                                                | |         |
| 125 | 13         | «Мясной рулет» «Meatloaf Surprise»                                               | Роберт Ф. Хьюз                       | Сюжет: Мартин Олсон Сценарий: Чонг Сук Ли и Бёрни Петтерсон | 24 июня 2011                                 | 16 июля 2011                                   | 24 ноября 2012 20 октября 2012 (Disney Channel Scandinavia)                                                            | 307b    |
| Так как Линда в прошлом году выиграла на конкурсе мясных рулетов, в этом году она будет судить его вместе с Джейми Оливером. Кендэс и Стейси собираются на аукцион рок-н-ролльных вещей в надежде заполучить сувенир от любимой группы «Карлики-ковбои». Бьюфорд испортил детский надувной замок, не выдержавший его тяжести и лопнувший. Финес и Ферб решают сделать новый замок, рассчитанный на детей постарше. Между тем, Фуфелшмертц участвует на конкурсе мясных рулетов и уверен в победе своего древнего фамильного рецепта, куда вместо любви добавляется ненависть. На всякий случай он создал «Тухлятинатор», чтобы устранить конкурентов. |            |                                                                                  |                                      | |                                              |                                                | |         |
| 126 | 14         | «Доисторическое Триштатье» «Tri-Stone Area»                                      | Роберт Ф. Хьюз                       | Сюжет: Скотт Петерсон Сценарий: Алики Теофилопулос-Граффт и Энтони Гьюльбод | 13 января 2012                               | 16 января 2012                                 | 8 декабря 2012 11 ноября 2012 (Disney Channel Scandinavia)                                                             | 308a    |
| 27000 лет до нашей эры. Пещерные дети, сводные братья Финабунк и Герб думают, чем бы им заняться этим летним днём и решают изобрести колесо. Им в этом помогают друзья Изабеллок, Балджарт и Буфгард. В это время Линдак, их мама (её Финабунк, Герб и Кенток называют её мак), уходит в парикмахерскую, оставляя старшую сестру Финабунка и Герба, Кэнток, за старшую. В процессе работы над колесом, Финабунк и Герб изобретают машину и начинают на ней кататься. Кэнток пытается их прижучить за это. В это время домашний дабанкагванк Финабунка и Герба, Банка, получает задание от майора Моноброва и мартышки Гнарла — остановить Фуфелгунга с его новым злобным Ды-бын-га-бвын-х-инатором. В процессе серии на экране появляются создатели сериала, Дэн Повенмайр и Джефф «Свомпи» Марш и объясняют зрителю, что тут происходит, так как все жители доисторического Триштатья говорят на пещерном языке, а Фуфелгунг кряхтит. |            |                                                                                  |                                      | |                                              |                                                | |         |
| 127 | 15         | «Династия Фуфел» «Doof Dynasty»                                                  | Джей Лендер                          | Сюжет: Скотт Петтерсон Сценарий: Майкл Дайдерих и Том Минтон | 14 января 2012                               | 16 января 2012                                 | 8 декабря 2012 11 ноября 2012 (Disney Channel Scandinavia)                                                             | 308b    |
| Китай, 1542 год. Во время парада воины Фуфел-хана похищают принцессу Изабеллу, юную правительницу Трёх-правинцества, на власть над которым тот давно покушался. Мастер Перри, всегда защищавший Трёх-правинцество ушёл в отпуск. Финес, Ферб, Балжит и Бьюфорд (того времени) решают спасти довольно внезапно возлюбленную Финеса из лап Фуфел-хана, отправившись на поиски мастера Перри. В это время старшая сестра Финеса и Ферба, Кендэс гонится за ними, чтобы показать все «цзяо», которые они сделали, чтобы попасть на Недоступную гору Недоступности, где живёт мастер Перри, матушке. Вместе Перри, Финес и Ферб с друзьями должны спасти мир. |            |                                                                                  |                                      | |                                              |                                                | |         |
| 128 | 16         | «Прерванные Финес и Ферб» «Phineas and Ferb Interrupted»                         | Джей Лендер                          | Сюжет: Дженнифер Кин Сценарий: Ким Роберсон и Каз | 15 июля 2011                                 | 30 июля 2011                                   | 1 декабря 2012 14 октября 2012 (Disney Channel Scandinavia)                                                            | 309a    |
| Сегодня Финес и Ферб собираются только смотреть на траву. И как назло, именно в этот день Линда соглашается провести его с Кендэс, так что ей можно было бы показать, чем братья занимаются. Перри догадывается, что виной тому уже уничтоженный Скукаитоска-инатор и возвращается к Фуфелшмертцу, чтобы починить его и отменить действие предыдущего выстрела. Фуфелшмертц, в свою очередь, не догадывается о его настоящих намерениях, и решает, что Перри перешёл на сторону зла. |            |                                                                                  |                                      | |                                              |                                                | |         |
| 129 | 17         | «Настоящий мальчик» «A Real Boy»                                                 | Роберт Ф. Хьюз                       | Сюжет: Мартин Олсон, Джим Бернштейн и Скотт Питерсон Сценарий: Алики Теофилопулос-Граффт и Антуан Гильбо | 15 июля 2011                                 | 30 июля 2011                                   | 1 декабря 2012 14 октября 2012 (Disney Channel Scandinavia)                                                            | 309b    |
| Фуфелшмертц замечает, что Ванесса слышала, как он соглашался с другим злобным ученым, Родни, что сын лучше дочери, и сильно обиделась, и, не зная как загладить вину, создаёт «Забудьобэтом-инатор». В это время Стейси гипнотизирует Кендэс от прижучивания, чтобы она смогла пойти к Джереми, а Финес и Ферб создают большую «эту штуку, название которой никто не знает», прыгающую на пружинке, но когда Линда застает братьев развлекающимися на ней, то сразу всё забывает из-за «Забудьобэтом-инатора». Норм захотел быть настоящим мальчиком, сыном Фуфелшмертца, а не роботом, но не встретил у Хайнца понимания, и Ванесса его утешает. |            |                                                                                  |                                      | |                                              |                                                | |         |
| 130 | 18         | «Мама, ты меня слышишь?» «Mommy Can You Hear Me?»                                | Джей Лендер                          | Сюжет: Джим Бёрнштейн, Мартин Олсон и Скотт Петерсон Сценарий: Джо Оррантия и Каз | 29 июля 2011                                 | 6 августа 2011                                 | 15 декабря 2012 13 октября 2012 (Disney Channel Scandinavia)                                                           | 310a    |
| Кендэс ломает ногу. Теперь она должна, не вставая, пролежать в постели неделю. Но сегодня Финес и Ферб собирают преобразователь звуков в слова, чтобы поздравить российского космонавта Сергея Кушнарова с днём рождения с Земли, прямо когда он в космосе, а мама в том же дворе слушает в наушниках музыку. Достаточно заставить её обернуться, и братья прижучены, но это не просто. В это время Фуфелшмертц решает стереть с лица земли местный ресторан, где ему подали суп с мухой, куриным супом. |            |                                                                                  |                                      | |                                              |                                                | |         |
| 131 | 19         | «Поездочка» «Road Trip»                                                          | Роберт Ф. Хьюз                       | Сюжет: Скотт Петерсон Сценарий: Каз и Ким Роберсон | 29 июля 2011                                 | 6 августа 2011                                 | 15 декабря 2012 13 октября 2012 (Disney Channel Scandinavia)                                                           | 310b    |
| В последний день поездки на трейлере Флинн-Флетчеров по Америке, Финес и Ферб строят на крыше фургона дорожное кафе, начинающее пользоваться популярностью. Полезшая их прижучивать Кендэс начинает там работать, а в это время доктор Фуфелшмертц едет на своём фургоне за «взрывным соком», на котором работают кнопки самоуничтожения его -инаторов. На обратном пути с помощью своего «Подвезидруг-инатора», он цепляется сбоку к фургону Флинн-Флетчеров и начинает переговоры с Лоренсом. |            |                                                                                  |                                      | |                                              |                                                | |         |
| 132 | 20         | «Двигай фишки» «Skiddley Whiffers»                                               | Джей Лендер                          | Сюжет: Джим Бёрнштейн Сценарий: Чонг Сук Ли и Том Минтон | 26 августа 2011                              | 22 октября 2011                                | 22 декабря 2012 31 октября 2012 (Disney Channel Scandinavia)                                                           | 311a    |
| Кендэс — чемпионка детской настольной игры «Двигай фишки» в доме. Финес и Ферб делают её гигантскую версию и играют в неё с ней и друзьями. В это время доктор Фуфелшмертц отвозит в поход Ванессу, Джонни и их друзей-панков, но, боясь, что с ней что-то случится, переодевается в хиппи и присоединяется к походу. |            |                                                                                  |                                      | |                                              |                                                | |         |
| 133 | 21         | «Тур де Ферб» «Tour de Ferb»                                                     | Джей Лендер                          | Сюжет: Джим Бёрнштейн и Мартин Олсон Сценарий: Бёрни Петтерсон и Чонг Сук Ли | 12 августа 2011                              | 22 октября 2011                                | 22 декабря 2012 31 октября 2012 (Disney Channel Scandinavia)                                                           | 311b    |
| Тжиндеры, род Балжита, много раз участвовал в индийских велогонках, но постоянно проигрывали из-за тигра. Финес и Ферб устраивают велогонки по Триштатью, и уверяют Балжита, что теперь, когда они установили на ратуше Тигроотпугиватель, кататься стало безопасно. Поверить в себя Балжиту помогает Грег ЛеМонд. Кендэс решила их прижучить с помощью экстрим-камеры, но все портит Фуфелшмертц, который использует «Рекламинатор», чтобы на всём, во что он попадёт, появлялась бесконечная выскакивающая реклама. |            |                                                                                  |                                      | |                                              |                                                | |         |
| 134 | 22         | «Мой лучший гол» «My Fair Goalie»                                                | Джефф «Свомпи» Марш и Роберт Ф. Хьюз | Сюжет: Джон Колтон Барри и Джим Бёрнштейн Сценарий: Джон Колтон Барри и Майк Майло | 9 сентября 2011                              | 29 октября 2011                                | 6 января 2013 21 октября 2012 (Disney Channel Scandinavia)                                                             | 312     |
| К Флинн-Флетчерам на футбольный матч между дэнвильской командой и командой "Ноздри" из Англии приезжает семья брата Лоренса, Эдриана, с женой Люси и детьми, сыновьями, названными в честь Бекхэма и Пеле, и дочерью Элайзой. Кендэс узнаёт, что Джереми — англофил, и просит Элайзу научить её английским манерам. В это время английские Флетчеры хотя узнать, не стал ли Ферб янки? Финес и Ферб строят 3D-стадион для футбола X-7, придуманного отвергнутым гением профессором Россом Эфорпом, чтобы устроить игру команды Бекхамов и Пеле против команды Финеса, Ферба и их друзей и отвергнуть обвинения английских родственников. А Лоренс и Эдриан соревнуются по-братски, Лоренц всё время проигрывает, но берёт реванш в чеканке мяча. Доктор Фуфелшмертц сильно болен, но делает «Если-влесу-упадёт-деревоинатор», и Перри позволяет ему порадоваться. |            |                                                                                  |                                      | |                                              |                                                | |         |
| 135 | 23         | «Перрикламная пауза» «Perry The Actorpus»                                        | Роберт Ф. Хьюз                       | Сюжет: Скотт Петерсон Сценарий: Эдди Хаучинс и Каз | 3 марта 2012                                 | 3 марта 2012                                   | 24 февраля 2013 3 ноября 2012 (Disney Channel Scandinavia)                                                             | 313a    |
| Финес и Ферб выигрывают в конкурсе и теперь их питомцу — то есть Перри — выпадает уникальный шанс сняться в рекламе! Но его решают изобразить в шляпе секретного агента. Теперь агент Пи по всем каналам и на всех рекламных плакатах, и Майору Монограмму приходится отправить вместо него к Фуфелшмертцу агента С — Сергея Слизняка. Сам Перри возвращается к Финесу и Фербу и они развлекаются в парке. Кендэс отправляется на сестринский семинар «Скажем прижучиванию нет», где девушек обучают спокойнее относиться к проделкам братьев. Между тем, Фуфелшмертц изобретает «Усыинатор» и отращивает усы кому ни попадя. Сергей не может остановить этот беспредел, так как Хайнц посыпал вокруг него солью, и Перри должен его выручить. |            |                                                                                  |                                      | |                                              |                                                | |         |
| 136 | 24         | «В яблочко!» «Bullseye!»                                                         | Джей Лендер                          | Сюжет: Мартин Олсон Сценарий: Джо Оррантия и Каз | 30 сентября 2011                             | 3 октября 2012                                 | 24 февраля 2013 3 ноября 2012 (Disney Channel Scandinavia)                                                             | 313b    |
| Финес и Ферб делают гигантский дартс. В это время Лоренс ошибается адресом и попадает на выборы верховного лидера злобной организации «ЛЮБОВНИЧКИ», где его принимают за одного из претендентов. Также за его звание борются Хайнц Фуфелшмертц и Родни. Лидером становится тот, кто за 3 злодейских конкурсов наберёт больше очков. Перри хотел было сорвать это безобразие, но Монограмм его останавливает — что-то тут не так, раз такой добродушный Лоренс появился на конкурсе злодеев. Лоренс отстаёт в счёте, но внезапно в него попадает «Сделать-всё-злымайзер», сделанный Родни. Тем временем Кендэс пытается прижучить Финеса и Ферба, приняв скульптуру Линды за их творение. |            |                                                                                  |                                      | |                                              |                                                | |         |
| 137 | 25         | «Дом с привидениями» «That’s the Spirit»                                         | Джей Лендер                          | Сюжет: Скотт Петерсон Сценарий: Бёрни Петтерсон и Майкл Дайдерих | 7 октября 2011                               | 24 октября 2011                                | 31 октября 2012 | 314a    |
| Хеллоуин. Финес, Ферб, их друзья и Кендэс ходят и собирают конфеты. Особенно их внимание привлекает один дом. Мальчик по имени Расселл, живущий в нём, уверяет, что дом полон призраков, зомби и прочей нечисти. Финес и Ферб собираются ему доказать обратное, но оказывается, что это правда. В это время Фуфелшмертц решает уничтожить траву с помощью коровы. Но ему хочется, чтобы корова это делала из идейных соображений, и решает внушить это ей с помощью «Мысле-транспортинатора». Однако это не повлияло на корову, зато повлияло на Хайнца — в полнолуние он становится коровой-оборотнем. |            |                                                                                  |                                      | |                                              |                                                | |         |
| 138 | 26         | «Проклятие Кендэс» «The Curse of Candace»                                        | Роберт Ф. Хьюз и Джей Лендер         | Сюжет: Мартин Олсон Сценарий: Джо Оррантия и Каз | 7 октября 2011                               | 24 октября 2011                                | 31 октября 2012 | 314b    |
| После просмотра фильма о вампирах Кендэс кусает летучая мышь, и Стейси её теперь дразнит «мисс Дракула». Казалось бы, тут и сказке конец, но Кендэс внезапно обнаруживает, что боится света, с лёгкостью поднимает предметы и летает… Теперь она ходит по городу только в тени и в тёмной одежде, а в это время Хайнц изобретает «Гиммпельштумпинатор», превращающий даже самый развитый мегаполис в мелкую суеверную деревушку Гиммпельштумп, откуда Фуфелшмертц родом. Так он намеревался захватить Триштатье. |            |                                                                                  |                                      | |                                              |                                                | |         |
| 139 | 27         | «Побег из Башни Страха» «Escape from Phineas Tower»                              | Джей Лендер                          | Сюжет: Каз Сценарий: Бёрни Петтерсон, Майкл Дайдерих и Том Минтон | 21 октября 2011                              | 7 апреля 2012                                  | 9 марта 2013 4 ноября 2012 (Disney Channel Scandinavia)                                                                | 315a    |
| После того, как Лоренс рассказал Финесу и Фербу о разнообразных ловушках, они собирают самую совершенную ловушку для себя и заточаются в ней, а именно — Башня Страха. Башня наделена интеллектом, постоянно предлагая новую ловушку заключённым. Однако, после поражения «Грубинатором» доктора Фуфелшмертца, она сходит с ума и стремится не выпустить Финеса и Ферба любым способом, а затем и захватить их друзей, расширив сферу своего действия до целой галактики. |            |                                                                                  |                                      | |                                              |                                                | |         |
| 140 | 28         | «Что стало с утконосом?» «Remains of Platypus»                                   | Зак Монкриф                          | Сюжет: Клинт и Джилл Дэниелс Сценарий: Зак Монкриф и Джон Мефот | 24 февраля 2012                              | 7 апреля 2012                                  | 9 марта 2013 4 ноября 2012 (Disney Channel Scandinavia)                                                                | 315b    |
| Доктор Фуфелшмертц танцует в одних трусах с группой «Брейкингем» и Малышом Солом на вечеринке в здании Фуфелшмертц Пакость Инкорпорейтед. Вечеринка устроена по случаю того, что он сделал Перри Утконоса своим слугой с помощью «Слугаинатора», и теперь некому помешать ему завоевать Триштатье. Единственный, кто оказывает сопротивление — это интерн Карл, сидящий в клетке в костюме белки и надеющийся на помощь майора Монограмма. Но тот ни о чём не может думать, кроме сыра на сырной вечеринке Финеса и Ферба. К несчастью для Хайнца, Перри успел принять меры, чтобы впоследствии вспомнить, кто он на самом деле. |            |                                                                                  |                                      | |                                              |                                                | |         |
| 141 | 29         | «Фербова Латынь» «Ferb Latin»                                                    | Роберт Ф. Хьюз и Джей Лендер         | Сюжет: Джон Колтон Барри и Джим Бёрнштейн Сценарий: Энтони Гьюлбод и Каз | 25 ноября 2011                               | 3 декабря 2011                                 | 19 января 2013 25 августа 2012 (Disney Channel Ukraine)                                                                | 316a    |
| Финес и Ферб решают, что обыкновенный язык и обыкновенные жесты слишком скучные и изобретают новый язык — Фербову Латынь, смысл которой заключается в том, чтобы первую букву слова переставить в конец, и в конце поставить окончание -ерб. (Пример: Атыньлерб) Слова из трёх букв и меньше не трогаются. Доктор Фуфелшмертц выяснил, что если распространять листовки, напечатанные правильным, убедительным шрифтом, то с большой вероятностью люди подчинятся им, и спешит использовать это для завоевания Триштатья. |            |                                                                                  |                                      | |                                              |                                                | |         |
| 142 | 30         | «Чипсы-гремлины» «Lotsa Latkes»                                                  | Джей Лендер                          | Сюжет: Джон Колтон Барри и Джим Бёрнштейн Сценарий: Чонг Сук Ли и Майк Майло | 18 ноября 2011                               | 3 декабря 2011                                 | 19 января 2013 25 августа 2012 (Disney Channel Ukraine)                                                                | 316b    |
| Финес и Ферб помогают Изабелле с фестивалем драников для пенсионеров, но весь картофель в городе закончился — только Бьюфорд доедает последнюю пачку чипсов. У Финеса идея — использовать ДНК последней чипсины в пачке, чтобы генерировать новую картошку. Всё вышло, однако оказалось, что Бьюфорд успел лизнуть эту чипсину, и теперь вышла не обычная картошка, а злобные чипсы-гремлины, разбегающиеся и устраивающие хаос в городе. Оказывается, всю картошку скупил Фуфелшмертц для своего «Армия-воссоздатель-инатора». Он хочет перенести в наше время Спартанскую армию в наше время и нарядиться их предводителем, чтобы их силой захватить Триштатье, но из-за поломки у него появляется монгольская орда, которая его не понимает и не признаёт в нём лидера, так как он одет как вождь спартанской армии, а не как Чингисхан. Монголы сбегают из здания «Фуфелшмертц Пакость Инкорпорейтед» и устраивает хаос в городе. По счастью, чипсам-гремлинам тоже от них достается. |            |                                                                                  |                                      | |                                              |                                                | |         |
| 143 | 31         | «Рождество Финеса и Ферба» «A Phineas and Ferb Family Christmas»                 | Дэн Повенмайр и Роберт Ф. Хьюз       | Сюжет: Дерек Томпсон, Сет Кёрсли и Венди Грайб Сценарий: Скотт Петерсон | 2 декабря 2011                               | 10 декабря 2011                                | 12 января 2013 5 декабря 2012 (Disney Channel Scandinavia)                                                             | 317a    |
| Однажды летним днём Финесу и Фербу показалось, что ждать до Рождества остаётся слишком много и они устраивают праздник прямо сейчас — так мало того, они его вещают на всё Триштатье по телевизору. Фуфелшмертц, увидев это, решает, что Рождество и вправду уже наступило, и начинает быстро закупаться подарками и украшениями. |            |                                                                                  |                                      | |                                              |                                                | |         |
| 144 | 32         | «Малыш Крайки» «What A Croc!»                                                    | Роберт Ф. Хьюз                       | Сюжет: Мартин Олсон Сценарий: Алики Теофилопулос-Граффт и Энтони Гьюлбод | 1 июня 2012                                  | 29 сентября 2012                               | 26 января 2013 23 ноября 2012 (Disney Channel Scandinavia)                                                             | 318a    |
| Кендэс узнаёт, что у Ирвинга есть электронный планшет под названием «Финес И Ферб: Очень Крутые Аттракционы» (ФИФОчКА, если коротко), на которой есть сведения обо всех изобретениях Финеса и Ферба. В это время Финес и Ферб узнают, что из зоопарка сбежал малыш Крайки, крокодил, звезда детского шоу «Малыш Крайки, крокодил». Они отправляются на его поиски, и к ним присоединяется Ирвинг, к которому присоединяется Кендэс, чтобы достать ФИФОчКА. Малыш-крокодил был найден друзьями в канализации, но оказалось, что он подрос. Тем временем, Фуфелшмертц создаёт «Курице-заменителинатор», подменяющий то, что он поражает, курицей, чтобы сделать брата на вручении премии смешным. |            |                                                                                  |                                      | |                                              |                                                | |         |
| 145 | 33         | «Ферб ТВ» «Ferb TV»                                                              | Роберт Ф. Хьюз                       | Сюжет: Скотт Петерсон Сценарий: Чонг Сук Ли и Майк Майло | 7 сентября 2012                              | 29 сентября 2012                               | 26 января 2013 23 ноября 2012 (Disney Channel Scandinavia)                                                             | 318b    |
| Финес и Ферб создают своё телевидение, которое вещает такие передачи, как «Доктор-ниндзя Балжит», «Шоу Климпалуна и Гигантской летающей головы Малыша», «Это Норм», «Твоя еда воняет и ты тоже» и многие другие. Серия является пародией на боевики, шоу со звёздами, ситкомы, кулинарные передачи, детские программы и т. д. |            |                                                                                  |                                      | |                                              |                                                | |         |
| 146 | 34         | «Мам, ты дома?» «Mom’s in the House»                                             | Джей Лендер                          | Сюжет: Мартин Олсон Сценарий: Энтони Гьюлбод и Каз | 2 марта 2012                                 | 30 июня 2012                                   | 2 февраля 2013 11 ноября 2012 (Disney Channel Scandinavia)                                                             | 319a    |
| Кендэс вырабатывает гениальную теорию: если всё, что делают Финес и Ферб, исчезает, когда они это заканчивают, то она должна сделать так, чтобы они никогда не закончили своего изобретения! В это время сами Финес и Ферб делают гигантскую копию Перри — Перритроник-3000, умеющий делать всё, что угодно, а Фуфел делает «Двойной-инатор», чтобы сделать себе несколько голов. |            |                                                                                  |                                      | |                                              |                                                | |         |
| 147 | 35         | «Монограмм-младший» «Minor Monogram»                                             | Дэн Повенмайр                        | Сюжет: Джим Бёрнштейн Сценарий: Джон Колтон Барри и Кайл Мэнк | 11 мая 2012                                  | 30 июня 2012                                   | 2 февраля 2013 11 ноября 2012 (Disney Channel Scandinavia)                                                             | 319b    |
| Финес и Ферб понимают, что лето не вечно, и что скоро будет осень, и грустят. Тогда им пришла идея — сделать ЛетОсень, как когда они делали ЛетЗиму, только теперь с осенью. Между тем Ванесса поссорилась с Джонни, а Фуфелшмертц берёт себе ученика, который пытается заигрывать с Ванессой, но оказывается слишком серьёзным злодеем. Он пленяет Хайнца вместе с Перри и Ванессой и планирует завоевать весь мир, а Триштатье уничтожить. Их всех выручает Монти Монограмм, сын майора, от которого сам Френсис отказался ввиду того, что он не хотел стать акробатом. После этого Ванесса решила, что хоть ей и нравятся плохие парни, но хорошие тоже не плохи. |            |                                                                                  |                                      | |                                              |                                                | |         |
| 148 | 36         | «Экскалиферб» «Excaliferb»                                                       | Роберт Ф. Хьюз                       | Сюжет: Скотт Петерсон Сценарий: Алики Теофилопулос-Граффт и Джо Оррантия | 15 января 2012                               | 16 января 2012                                 | 16 февраля 2013 10 ноября 2012 (Disney Channel Scandinavia)                                                            | 320     |
| Майор Монограмм заболел, и к нему пришёл посидеть Карл. Чтобы развлечь его, он читает ему сказку о Финесе и Фербалоте, живших в средневековье алхимиках, об их сестре Кэндавере, что хотела прижучить их и пойти на летний праздник хвороста с Джеремайей, о зовущих их на подвиги владычицах озера и лужи, о водной фее Изабель, о викинге Бьюфаболосе, об эльфе-стрелке Балжитоласа из королевства Зануд, о злобном колдуне Малифешмертце, намеревавшемся уничтожить род людской с помощью паштета, о Перрибале Драконосе, его заклятом враге и питомца алхимиков, о Садовом Норме колдуна, о его паштетных монстрах и пастухе-шпионе, о паладине Карле с земель Интернии, о Монопунцеле и о том, как пошли наши герои войной на злого колдуна Малифешмертца и о мече Экскалифербе, единственном мече, способном его одолеть. |            |                                                                                  |                                      | |                                              |                                                | |         |
| 149 | 37         | «Монстр из головы» «Monster from the Id»                                         | Джей Лендер                          | Сюжет: Джим Бёрнштейн Сценарий: Каз и Ким Роберсон | 10 февраля 2012                              | 10 марта 2012                                  | 30 марта 2013 4 ноября 2012 (Disney Channel Scandinavia)                                                               | 321a    |
| Джереми что-то обронил, проходя мимо дома Флинн-Флетчеров, и сказал Кендэс по телефону, что это подарок. Кендэс его потеряла, но не смогла описать его, чтобы Финес и Ферб сделали его копию. Тогда им пришлось залезть в её подсознание, и остерегаться её Эго, которое оказалось похоже на страшного жадного монстра-охотника, вооруженного Утей Момо. Тем временем Фуфелшмертц создаёт «Нижнее-бельёинатор», чтобы опозорить всех на саммите своего брата. |            |                                                                                  |                                      | |                                              |                                                | |         |
| 150 | 38         | «Муравьищи» «Gi-Ants»                                                            | Роберт Ф. Хьюз                       | Сюжет: Джим Бёрнштейн Сценарий: Майк Майло и Сет Кёрли | 10 февраля 2012                              | 17 марта 2012                                  | 30 марта 2013 4 ноября 2012 (Disney Channel Scandinavia)                                                               | 321b    |
| Финес и Ферб увеличивают муравьёв и создают для них гигантскую муравьиную ферму. Опылившись феромонами, чтобы муравьи приняли их за своих, они тоже залезают в ферму. Кендэс опыляется слишком много, муравьи принимают её за свою королеву и для удовлетворения её требований проходят все экономические формации и устраивают революцию. В это время Фуфел создаёт Индейкаинатор, превращающий всё в аппетитную жареную индейку. |            |                                                                                  |                                      | |                                              |                                                | |         |
| 151 | 39         | «Агент Эф» «Agent Doof»                                                          | Роберт Ф. Хьюз                       | Сюжет: Скотт Петерсон Сценарий: Бёрни Петтерсон и Майкл Дайдерих | 11 мая 2012                                  | 22 сентября 2012                               | 23 марта 2013 25 января 2013 (Disney Channel Scandinavia)                                                              | 322a    |
| Фуфелшмертц, устав от неудач с запуском Бейб-инатора, решил, что надо кончать быть злым, и, поскольку его воспитывали леопарды, его берут в агентом в «ОБКА». Его наставником становится Перри. Они удачно спасают агента Молчуна Джи, но за время работы Хайнца агентом он допустил столько нарушений, что создал проблем больше, чем когда пакостил специально. Хайнц вновь решает, что его призвание — зло. Тем временем Бейб-инатор случайно превращает Финеса и Ферба в младенцев, и Кендэс, сначала думавшая, что это проделки братьев, узнаёт, как трудно быть мамой и ухаживать за малышами. |            |                                                                                  |                                      | |                                              |                                                | |         |
| 152 | 40         | «Финес, Ферб и Храм Чтовыделун» «Phineas and Ferb and the Temple of Juatchadoon» | Джей Лендер                          | Сюжет: Джим Бёрнштейн Сценарий: Бёрни Петтерсон и Майкл Дайдерих | 16 января 2012                               | 20 января 2012                                 | 23 марта 2013 25 января 2013 (Disney Channel Scandinavia)                                                              | 322b    |
| 1914 год. Огайо Флинн и Родайленд Флетчер, предки Финеса и Ферба, охотники за сокровищами и приключениями, ищут давно утерянный амулет Чтовыделуна. Наконец, в Гималаях, они находят его, но их ловит их заклятый соперник — Фуфелшмертц, и амулет пропадает. Позднее, в Панаме, Огайо и Родайленд знакомятся с роковой красавицей Изабеллой Гарсиа-Шапиро. От неё они узнают, что в джунглях Панамы есть храм Чтовыделун, и вместе с увязавшимся за ними репортёром из газеты, Кендэс, они отправляются навстречу приключениям. В это время утконос Перри, секретный агент Пи из организации «ТРОБКА», узнаёт от шкипера Монограмма, что если амулет Чтовыделун попадёт в плохие руки, миру конец. |            |                                                                                  |                                      | |                                              |                                                | |         |
| 153 | 41         | «Судьбоносная доставка» «Delivery of Destiny»                                    | Роберт Ф. Хьюз                       | Сюжет: Скотт Петерсон Сценарий: Каз и Ким Роберсон | 27 апреля 2012                               | 7 июля 2012                                    | 7 апреля 2013 27 октября 2012 (Disney Channel Scandinavia)                                                             | 323a    |
| Пол из службы доставки, доставляющий каждый день материалы Финесу и Фербу и, параллельно, Фуфелшмертцу, не уверен, что эта работа для него. Но он меняет своё мнение, доставив срочный заказ — инструменты Перри, которые нужны для его освобождения. В пути его сопровождает группа «Трио любви». |            |                                                                                  |                                      | |                                              |                                                | |         |
| 154 | 42         | «Давайте прыгать» «Let’s Bounce»                                                 | Роберт Ф. Хьюз                       | Сюжет: Джим Бёрнштейн Сценарий: Каз и Ким Роберсон | 16 марта 2012                                | 7 июля 2012                                    | 7 апреля 2013 27 октября 2012 (Disney Channel Scandinavia)                                                             | 323b    |
| Финес и Ферб создают машину, делающую невесомой всё, что поражает, и облучают сотни батутов, чтобы прыгать над городом. Под её воздействие попадает Кендэс, и хочет это скрыть от пришедших в гости родственников Джереми. В это время Фуфелшмертц делает машину, заставляющую говорить правду, правду и ничего, кроме правды, и она поражает Сьюзи, которая незаметно изводила Кендэс. |            |                                                                                  |                                      | |                                              |                                                | |         |
| 155 | 43         | «Самый тихий день» «Quietest Day Ever»                                           | Джей Лендер                          | Сюжет: Джим Бёрнштейн Сценарий: Энтони Гьюлюбод и Каз | 30 марта 2012                                | 14 июля 2012                                   | 21 апреля 2013 24 ноября 2012 (Disney Channel Scandinavia)                                                             | 324a    |
| Финес и Ферб создают себе, своим друзьям и Кендэс костюмы ниндзя, которые заставляют тех, кто их одел, мгновенно прятаться от всех остальных. Фуфелшмертц создаёт «Обезображиватель-инатор», чтобы обезобразить самые красивые лица в Триштатье, но случайно, поменяв полярность, поражает им себя, после чего становится красавчиком, которых он презирает. |            |                                                                                  |                                      | |                                              |                                                | |         |
| 156 | 44         | «Хулиган и умник» «Bully Bromance Breakup»                                       | Джей Лендер                          | Сюжет: Скотт Петерсон Сценарий: Джон Мэфот и Майк Майло | 16 марта 2012                                | 14 июля 2012                                   | 21 апреля 2013 24 ноября 2012 (Disney Channel Scandinavia)                                                             | 324b    |
| Бьюфорд и Балжит ссорятся, и последний объявляет, что с этого момента он больше не водится с Бьюфордом. От счастья Балжит готов на всё — даже покорить гору, причем только своими силами, без помощи техники, что и делает. Вместе с ним это делают Финес, Ферб и Изабелла. Финес сходит с ума без изобретений, Ферб готов закричать, Изабелла стала уделять больше внимания Балжиту, отчего Финес смутился, Фуфелшмертц нанимает себе в злодейские помощники Бьюфорда, но под конец Бьюфорд и Балджит ощутили, как они важны друг другу. |            |                                                                                  |                                      | |                                              |                                                | |         |
| 157 | 45         | «В поисках мракоягод» «Doonkelberry Imperative»                                  | Джей Лендер                          | Сюжет: Мартин Олсон Сценарий: Майкл Дайдерих и Бёрни Петтерсон | 30 марта 2012                                | 21 июля 2012                                   | 14 февраля 2013 17 ноября 2012 (Disney Channel Scandinavia)                                                            | 325a    |
| Финес и Ферб хотели бы отведать своего любимого пирога с мракоягодами, но оказывается, что они закончились во всём мире, кроме её прародины — Друссельштейна. Братья отправляются туда, и узнают, что там встала вся промышленность, так как при модернизации привода крутящего всё в стране вала с кроликов на горных козлов не удалось согласовать единое направление движения. Поскольку соглашения достичь не удалось, по предложению Финеса вал делят пополам. Между тем доктор Фуфелшмертц приезжает в Друссельштейн, на свою родину, чтобы продлить водительские права, и просит Перри быть с ним во время экзамена по вождению. В это время Кендэс решает, что для прижучивания братьев нужен научный подход, и вместе с Ванессой отправляется в лабораторию Фуфелшмертца за книгами, но, увидев свой двор через один из -инаторов, думает, что на сей раз обойдется и без учёбы. |            |                                                                                  |                                      | |                                              |                                                | |         |
| 158 | 46         | «Идентификация Бьюфорда» «Buford Confindential»                                  | Джей Лендер                          | Сюжет: Джим Бёрнштейн и Мартин Олсон Сценарий: Энтони Гьюлбод и Каз | 27 апреля 2012                               | 21 июля 2012                                   | 14 февраля 2013 17 ноября 2012 (Disney Channel Scandinavia)                                                            | 325b    |
| К Изабелле приезжают гёрлскауты из Франции, Брижитт, Жозетт и Колетт, и им нужно заработать значки в суровой американской природе, в том числе, за поимку медведя гризли. Бьюфорд согласился изображать медведя, но тут он узнал в Брижитт свою старую парижскую любовь, и испугался за свою репутацию грубого задиры и хулигана, не способного к любви. Ему пришлось убегать со всех ног прочь, а гёрлскауты, думая, что испытание началось, погнались за ним. В это время доктор Фуфелшмертц создаёт Разгибатель-инатор, чтобы развязать все крендели в округе. |            |                                                                                  |                                      | |                                              |                                                | |         |
| 159 | 47         | «Во сне, как наяву» «Sleepwalk Surprise»                                         | Роберт Ф. Хьюз                       | Сюжет: Скотт Петерсон Сценарий: Каз и Ким Роберсон | 8 июня 2012                                  | 13 октября 2012                                | 3 марта 2013 2 декабря 2012 (Disney Channel Scandinavia)                                                               | 326a    |
| Доктор Фуфелшмертц по утрам обнаруживает всё новые и новые -инаторы у себя дома, хотя он их не строил. Он заподозрил Перри Утконоса, но оказалось, что он сам строил -инаторы во сне. Тем временем, Финес и Ферб придумывают новый вид спорта — воздушный волейбол. Кендэс хотела было прижучить их, но с ними стал играть Джереми, и теперь Кендэс сделает всё, чтобы мама не увидела того, что они делают. |            |                                                                                  |                                      | |                                              |                                                | |         |
| 160 | 48         | «Близкий контакт» «Sci-fi Pie Fly»                                               | Джей Лендер                          | Сюжет: Джим Бёрнштейн и Мартин Олсон Сценарий: Джон Мефот и Майк Майло | 8 июня 2012                                  | 13 октября 2012                                | 3 марта 2013 2 декабря 2012 (Disney Channel Scandinavia)                                                               | 326b    |
| По всему Дэнвиллу постоянно появляются круги на полях. Финес и Ферб решают разгадать их тайну и делают точную копию НЛО, после чего на ней облетают город. В городе из-за этого возникает переполох, так как никто не знает, что это не настоящий космический корабль, а лишь Финес и Ферб. Кендэс же, в свою очередь, решает сделать себе выходной и отказывается от прижучивания на сутки. В это время Фуфелшмертц решает бросить вызов пиццерии «У Рокко», так как они ему принесли пиццу домой через 38 минут после вызова, а не меньше, чем через 37, как они сами обещали. В ходе соревнования они договариваются о ничьей: Хайнц больше не будет заказывать пиццу. |            |                                                                                  |                                      | |                                              |                                                | |         |
| 161 | 49         | «Неспящий Мип в Сиэтле» «Meapless in Seattle»                                    | Роберт Ф. Хьюз                       | Сюжет: Джон Колтон Барри Сценарий: Дерек Томпсон, Джон Колтон Барри и Кайл Менк | 6 апреля 2012                                | 23 июня 2012                                   | 24 марта 2013 17 февраля 2013 (ПлюсПлюс)                                                                               | 327     |
| Продолжение серии «Хроники Мипа». Мип возвращается во двор Финеса и Ферба. За ним гонится Мич; Мип теряет усы-переводчик, он зато их находит Мич. Оказывается, Мич покушается на вещество «Чарониум», чтобы стать самым клёвым существом во вселенной и подчинить себе всю свою планету. Мип должен при помощи Финесу, Фербу, Кендэс, Изабелле найти в Сиэтле «Чарониум» раньше Мича. В это время Фуфелшмертц приезжает в Сиэтл в гости к своему экс-врагу, Питеру Панде, и случайно выпивает «Чарониум». После того, как «Чарониумом» завладевает Мич, только Изабелла может своей очаровательностью пересилить клёвость Мича. |            |                                                                                  |                                      | |                                              |                                                | |         |
| 162 | 50         | «Мамо-притягатель» «The Mom Attractor»                                           | Роберт Ф. Хьюз                       | Сюжет: Мартин Олсон Сценарий: Алики Теофилопулос-Граффт и Джо Оррантия | 4 мая 2012                                   | 27 октября 2012                                | 14 апреля 2013 15 декабря 2012 (ПлюсПлюс)                                                                              | 328a    |
| Сегодня Финес и Ферб решили, что занятие на сегодня им придумает Кендэс. Кендэс советует им сделать мамопритягатель, который будет создавать Линде непреодолимое желание приехать домой, чтобы она увидела сам мамопритягатель и прижучила Финеса и Ферба. Тем временем, Фуфелшмертц строит Малышинатор, который будет имитировать плач младенца для того, чтобы все думали, что младенец на руках Роджера плачет, но в результате возникает целая армия матерей, и «мамопритягатель» тоже превращается в маму и уходит на зов младенца. |            |                                                                                  |                                      | |                                              |                                                | |         |
| 163 | 51         | «Усникус максимус» «Crainus Maximus»                                             | Джей Лендер                          | Сюжет: Скотт Петерсон Сценарий: Бёрни Петтерсон и Майкл Дайдерих | 4 мая 2012                                   | 27 октября 2012                                | 14 апреля 2013 8 января 2013 (Disney Channel Scandinavia)                                                              | 328b    |
| Балжит считает, что за лето без школы он глупеет. Финес и Ферб создают для него шлем, стимулирующий мозг. Балжит становится гением, но забывает о друзьях и строит машину для переправки земной атмосферы на Луну, чтобы она не мешала научным исследованиям. Тем временем Фуфелшмретц хочет получить ключ от города и изобретает «Ключ-иннатор», и все ключи в городе, в том числе и тот, который нужен для остановки машины Балжита, исчезают. |            |                                                                                  |                                      | |                                              |                                                | |         |
| 164 | 52         | «В кафешке с врагом» «Sipping with the Enemy»                                    | Роберт Ф. Хьюз                       | Сюжет: Скотт Петерсон Сценарий: Каз и Ким Роберсон | 22 июня 2012                                 | 3 ноября 2012                                  | 6 октября 2012 | 329a    |
| Ванесса идёт в самое клёвое кафе города и встречает там Монти Монограмма, который недавно спас её и всё Триштатье от папиного ученика. Они взяли по чашечке кофе и сели за столик вместе. В этот момент в кафе прибыл Фуфелшмертц, чтобы купить 1000 чашек кофе для своего «Клёво-инатора», а с ним и Перри. Чтобы ей не влетело за связи с врагом, Ванесса просит Перри, чтобы тот прикрыл их свидание. Свидание закончилось прямо перед запуском «Клёво-инатора», когда Ванесса обиделась за отца. В это время Финес и Ферб устраивают шоу иллюзионистов, но прижучить их не удалось, поскольку из-за «Клёво-инатора» родители стали настолько клёвыми, что им это оказалось неинтересно. |            |                                                                                  |                                      | |                                              |                                                | |         |
| 165 | 53         | «Сокровище Триштатья: Ботинок тайн» «Tri-State Treasure: Boot of Secrets»        | Джей Лендер                          | Сюжет: Джим Бёрнштейн Сценарий: Джо Оранттия и Майк Майло | 22 июня 2012                                 | 3 ноября 2012                                  | 6 октября 2012 | 329b    |
| Флинн-Флетчеры приехали на «блошиный рынок». Финес, Ферб и Лоренс находят карту к хранилищу утерянных декроттуаров Денвилля в храме чистильщиков сапог. За ними по пятам идёт главный соперник Лоренса по антикварному делу, тоже мечтающий найти декроттуары. В это время Кендэс составляет длинную цепочку обменов между торговцами, чтобы конце её заполучить сувенирную Утю Момо. Пока это происходит, Фуфелшмертц, чтобы захватить Триштатье, решает принять участие в детском кинофестивале Денвилля, и чтобы быть допущенным к нему, использует молодой-инатор, но побеждает фильм Финеса и Ферба про поиск декротуара. |            |                                                                                  |                                      | |                                              |                                                | |         |
| 166 | 54         | «Фуфелнос» «Doofapus»                                                            | Роберт Ф. Хьюз                       | Сюжет: Скотт Петерсон Сценарий: Алики Теофилопулос-Граффт, Джо Оррантия и Джон Мефот | 6 июля 2012                                  | 20 сентября 2012                               | 23 февраля 2013 22 января 2013 (Disney Channel Scandinavia)                                                            | 330a    |
| Доктор Фуфелшмертц решает уравнять свои силы с Перри, превратив себя в утконоса с помощью своего Утконосинатора. Теперь их силы равны, но теперь ни один из них не может победить… В это время Финес и Ферб делают машину, превращающую всё в коктейли, и Кендэс попадает под её воздействие и становится жидкой. |            |                                                                                  |                                      | |                                              |                                                | |         |
| 167 | 55         | «Атака Норма» «Norm Unleashed»                                                   | Джей Лендер                          | Сюжет: Джим Бёрнштейн и Мартин Олсон Сценарий: Бёрни Петтерсон и Майкл Дайдерих | 20 июля 2012                                 | 10 ноября 2012                                 | 23 февраля 2013 14 января 2013 (Disney Channel Scandinavia)                                                            | 330b    |
| Фуфелшмертца вызывают в суд присяжным, и он оставляет Норма за себя. Норм, надеясь однажды стать для него настоящим сыном, решает завоевать Триштатье без -инаторов, силой оружия, и превращает в оружие самого себя. Хайнц оказался за решеткой вместе с подсудимым, доктором Коротышом, и не может остановить Норма. Между тем, Финес и Ферб строят нанороботов, и Перри использует их, чтобы остановить Норма. Кендэс не может даже позвать маму чтобы прижучить братьев, потому что мама отвергает её истории с ходу, требуя один сюжет, а нанороботы превращаются в самые различные вещи. |            |                                                                                  |                                      | |                                              |                                                | |         |
| 168 | 56         | «Столкновение миров» «When Worlds Collide»                                       | Роберт Ф. Хьюз                       | Сюжет: Скотт Петерсон Сценарий: Дерек Томпсон и Кайл Менк | 14 сентября 2012                             | 17 ноября 2012                                 | 28 апреля 2013 3 ноября 2012 (Disney Channel Scandinavia)                                                              | 331a    |
| Как-то ночью доктор Фуфелшмретц, закончив на завтра «Сферопритягатель-инатор», предназначавшийся для похищения самого большого клубка из нити шпагата в мире, случайно включает его, но тот притягивает не клубок, а целую планету! Финес и Ферб, в это время наблюдавшие за космосом через свой спутник, обнаруживают, что к Земле быстро приближается планета, где живут китаминго, и решают оттолкнуть её пружиной и спасти мир. |            |                                                                                  |                                      | |                                              |                                                | |         |
| 169 | 57         | «Дорога в Дэнвилль» «Road to Danville»                                           | Джей Лендер                          | Сюжет: Джим Бёрнштейн и Джон Колтон Барри Сценарий: Энтони Гьюлбод и Каз | 26 октября 2012                              | 17 ноября 2012                                 | 28 апреля 2013 3 ноября 2012 (Disney Channel Scandinavia)                                                              | 331b    |
| Доктор Фуфелшмертц на сегодня планирует до обеда завоевать Триштатье, а после обеда сыграть в спектакле, так, чтобы Родни стало завидно. Однако всё идёт не так, когда «Полёт-впустыню-инатор» со встроенным Перри-датчиком, предназначенный для того, чтобы отправить Перри в пустыню, чтобы он не мешал ему, облучает самого Фуфела, так как Перри прыгнул на него. Теперь Фуфелшмертц и Перри одни в пустыне, и им придётся найти общий язык, чтобы вернуться домой и успеть к спектаклю. |            |                                                                                  |                                      | |                                              |                                                | |         |
| 170171 | 5859       | «А где Перри?» «Where's Perry?»                                                  | Роберт Ф. Хьюз и Джей Лендер         | Сюжет: Джим Бёрнштейн, Мартин Олсон и Скотт Петерсон Сценарий: Бёрни Петтерсон, Джо Оррантия, Каз, Ким Роберсон, Алики Теофилопулос-Граффт, Дерек Томпсон, Эдгар Карапетьян, Джон Мэфот, Джон Колтон Барри и Кайл Менк | 1 часть — 26 июля, 2 часть — 24 августа 2012 | 1 часть — 4 августа, 2 часть — 1 сентября 2012 | 16 марта 2013 2 ноября 2012 (Disney Channel Scandinavia, 1 часть) 30 ноября 2012 (Disney Channel Scandinavia, 2 часть) | 332—333 |
| 1 часть: Флинн-Флетчеры и их друзья едут в Африку. В аэропорту Перри притворяется больным, чтобы остаться дома и прибыть по вызову майора Монограмма. Фуфелшмертц делает «Пакость-инатор», чтобы сделав майора Монограмма злодеем и союзником, но тот попадает в Карла, который теперь считает непростительным, что его эксплуатируют за штатом и без зарплаты. В Африке Финес и Ферб создают удивительный зверомобиль, состоящий из различных робо-частей животных и пытаются пересечь на нем каньон Хачжуликади-вади, но срываются в пропасть. Тем временем Кендэс услышала по телефону, будто бы Джереми хочет её бросить, и решает отдаться природе и жить с обезьянами. Когда Фуфелшмертц приезжает в «ОБКА», чтобы начать сотрудничество с Монограммом, Карл сажает его за решетку вместе с Монограммом. Прибывший по тревоге Перри блокирует суперкомпьютер, нужный Карлу для захвата Триштатья. Карл пытается с помощью робо-Флинн-Флетчеров захватить Перри, чтобы с помощью отпечатка его лапы разблокировать компьютер, но неудачно. Тогда к делу подключается выпущенный из-за решетки Фуфелшмертц, используя свои -инаторы, в результате Перри исчезает под действием «Иди-домой-инатора», и попадает в Африку, где сейчас живут Флинн-Флетчеры. 2 часть: Карл вместе с робо-Флинн-Флетчерами отправляется в Африку ловить Перри. Финес и Ферб с друзьями спасаются из пропасти и идут искать Перри. Кендэс и завербованные Перри звери вступают в схватку против Карла, в это время Монограмм и Фуфелшмертц облучают Карла переделанным «Пакость-инатором» и возвращают его на сторону добра. |            |                                                                                  |                                      | |                                              |                                                | |         |
| 172 | 60         | «Коллапс» «Blackout!»                                                            | Джей Лендер                          | Сюжет: Джим Бёрнштейн Сценарий: Энтони Гьюлбод и Каз | 30 ноября 2012                               | 8 декабря 2012                                 | 14 мая 2013 5 января 2013 (Disney Channel Scandinavia)                                                                 | 334a    |
| Однажды вечером Фуфелшмертц создал «Печаль-вглазахинатор», и облучает им себя, чтобы его все жалели и выполняли его просьбы, но у того слишком большое энергопотребление, и во всём Триштатье отключается электричество. Финес и Ферб делают что-то в темноте, и Кендэс хочет прижучить их, попутно пытаясь узнать, что они построили. |            |                                                                                  |                                      | |                                              |                                                | |         |
| 173 | 61         | «Что я пропустил?» «What’d I Miss?»                                              | Роберт Ф. Хьюз                       | Сюжет: Скотт Петерсон Сценарий: Алики Теофилопулос-Граффт и Джон Мефот | 28 сентября 2012                             | 17 сентября 2012                               | 14 мая 2013 5 января 2013 (Disney Channel Scandinavia)                                                                 | 334b    |
| Ферб уехал в лагерь дебатов с Перри. На следующий день он вернулся, и Финес, Изабелла, Бьюфорд и Балжит рассказывают ему, что было вчера (они тренировали домашних белок стать дикими). Тем временем Фуфелшмертц готовит персиковые пироги на пляже и показывает персиковый-пирогинатор, предназначенный для того, чтобы все хотели есть персиковые пироги и рассказывает Перри, что было вчера с ним(к нему отправился агент N(носорог), а Фуфелшмертц хотел сбросить на Роджера большую каплю воды). |            |                                                                                  |                                      | |                                              |                                                | |         |
| 174 | 62         | «Это твоя история» «This Is Your Backstory»                                      | Джей Лендер                          | Сюжет: Скотт Петерсон Сценарий: Майкл Дайдерих и Сет Кёрли | 2 ноября 2012                                | 1 декабря 2012                                 | 17 мая 2013 21 февраля 2013 (ПлюсПлюс)                                                                                 | 335     |
| Финес и Ферб играют в пинг-понг. Между тем, Фуфелшмертц устраивает шоу предысторий, которое ведёт Норм. Там показываются страдания Фуфелшмертца за всю его жизнь, а с помощью истории-инатора они вольются в него и это превратит его в страшного монстра, которому ничто не помешает завоевать Триштатье. Помешать превращению могут лишь добрые воспоминания, о дочери Ванессе, например... но оказывается, что и с Перри его связывает немало хорошего. |            |                                                                                  |                                      | |                                              |                                                | |         |